# Plectocomia elmeri
Plectocomia elmeri är en enhjärtbladig växtart som beskrevs av Odoardo Beccari. Plectocomia elmeri ingår i släktet Plectocomia och familjen Arecaceae. Inga underarter finns listade i Catalogue of Life.